# CRESST

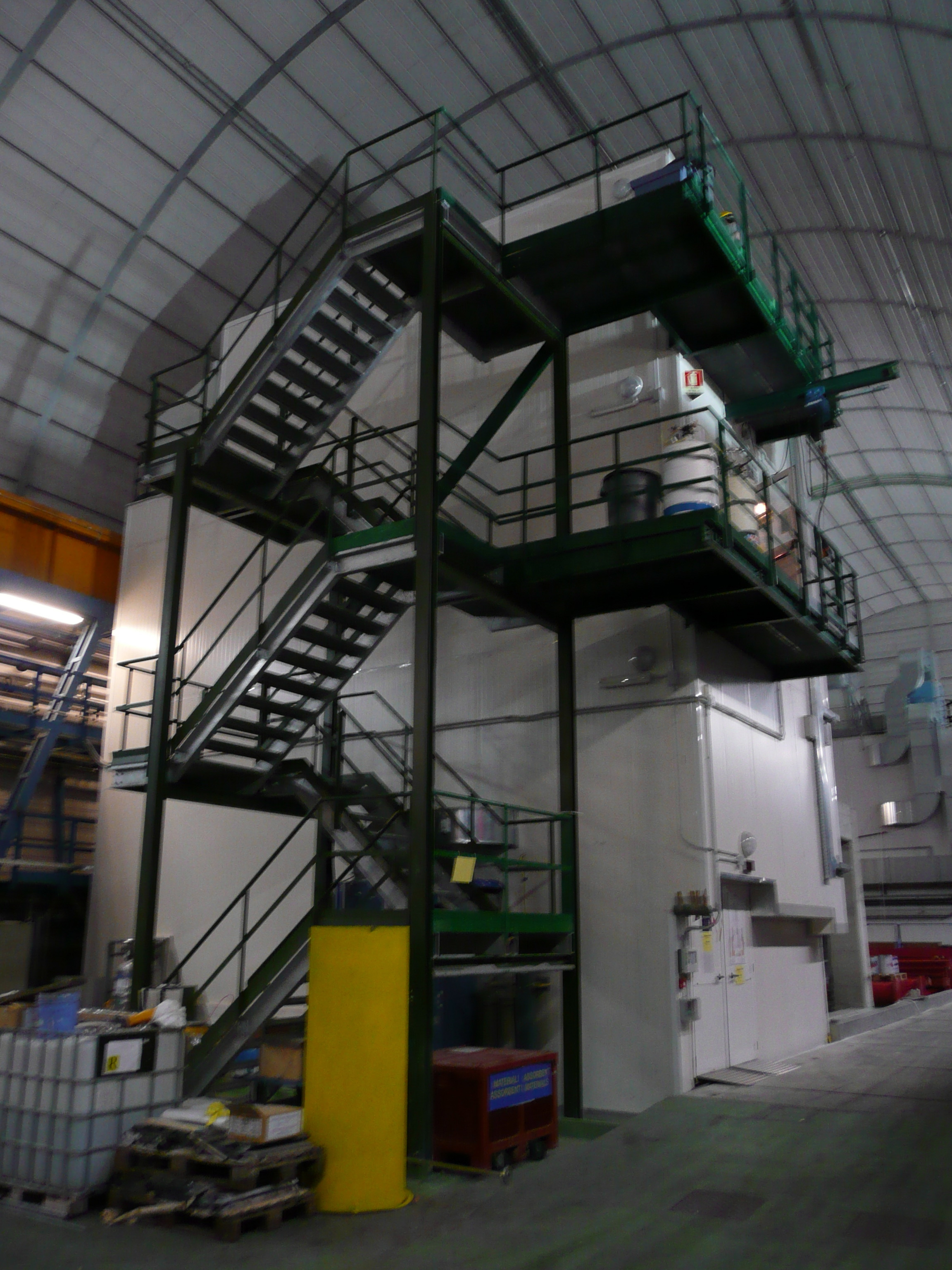
Будівля, в якій розміщується кріостат CRESST, у залі А підземної Національної лабораторії Гран-Сассо

Кріогенний пошук рідкісних подій за допомогою надпровідних термометрів (CRESST - англ. абревіатура: The Cryogenic Rare Event Search with Superconducting Thermometers) — колаборація європейських груп експериментальних досліджень фізики елементарних частинок, які займаються побудовою кріогенних детекторів, спрямованих на пошук темної матерії. Туди входять: Інститут фізики імені Макса Планка (Мюнхен), Мюнхенський технічний університет, Тюбінгенський університет, Оксфордський університет (Велика Британія) і Національний інститут ядерної фізики (Італія) (INFN, Італія).
Колаборація CRESST в даний час працює з масивом кріогенних детекторів у підземній Національній лабораторії Гран-Сассо. Модульні детектори, що використовуються CRESST, полегшують виділення фонового випромінювання, одночасним вимірюванням фононних і фотонних сигналів від сцинтиляційних кристалів вольфрамату кальцію. При охолодженні детекторів до температури у кілька мілікельвінів відбувається краще виділення фону, що сприяє ідентифікації рідкісних подій на рівні елементарних частинок.
CRESST-І отримав дані у 2000 році, використовуючи сапфірові детектори та вольфрамові термометри. CRESST-ІІ використовував як сцинтиляційний калориметр кристал CaWO4. Його було спроектовано  у 2004 році, і важив він 47,9 кг, а в експлуатації був до 2011 року. У другій фазі було покращено детектори та використовувався новий кристал CaWO4, що мав кращу "прозорість" в радіо-діапазоні і давав менший фон. У 2013 році колаборація зосередила нові потужності на обробленні надлишкових даних, отриманих за попередній період.
CRESST-І першою зафіксував альфа-розпад вольфраму. Результати першої фази CRESST-ІІ були опубліковані у 2012 році, а результати другої фази у липні 2014 року, з обмеженням на спін-незалежне розсіювання ВІМПів на нуклонах для ВІМПів з масою нижче 3 ГеВ/с2.
У 2015 році детектори було модернізовано — збільшено коефіцієнт чутливості, що дозволило виявляти 100 частинок темної матерії з масою близькою до протона.
Експеримент EURECA, що є наступником CRESST, має за мету запустити масив детекторів, загальною масою близько 1 тони.